# Cravencères
Cravencères település Franciaországban, Gers megyében. Lakosainak száma 93 fő (2022. január 1.). Cravencères Avéron-Bergelle, Loubédat, Manciet és Sainte-Christie-d’Armagnac községekkel határos.

## Népesség
A település népességének változása:
| Lakosok száma | 154  | 124  | 112  | 104  | 97   | 94   | 92   | 90   | 89   | 93   |
|               | 1968 | 1982 | 1990 | 2006 | 2013 | 2015 | 2017 | 2019 | 2020 | 2022 |